# Metoděj Mičola
ThDr. Metoděj Jaroslav Mičola, SDS (14. ledna 1911 Hradisko u Rožnova – 3. července 1942 Brno) byl moravský katolický kněz, salvatorián a oběť heydrichiády.
Jaroslav Mičola se narodil v Hradisku u Rožnova do chudé rodiny. Po maturitě vstoupil do Společnosti Božského Spasitele a přijal řeholní jméno Metoděj. Studoval Gregoriánskou univerzitu v Římě a 15. července 1934 byl vysvěcen na kněze. Od srpna 1936 působil jako farář u kostela sv. Petra a Pavla v Prostějově. Po obsazení Československé republiky nacisty roku 1939, podporoval duchovně i materiálně rodiny, jejichž příbuzní byli vězněni v koncentračních táborech. Byl zatčen gestapem při výuce náboženství po tom, co v kázání veřejně odsoudil nacistickou okupaci Československa. V Olomouci byl mučen a vyslýchán. Popravili jej 3. července 1942 v brněnských Kounicových kolejích.
V Zubří u Rožnova pod Radhoštěm a v Držovicích u Prostějova  jsou po něm pojmenovány ulice. Mičolovo jméno je uvedeno v Seznamu českých katolických kněží a řeholníků perzekvovaných nacistickým režimem.